# Free-to-play
Free-to-play (F2P) – model płatności występujący w grach komputerowych, niewymagający kupna lub płacenia abonamentu.

## Założenia
System F2P polega na kupowaniu poprzez tzw. mikrotransakcje opcjonalnych dodatków do gier w sytuacji, gdy znaczna część świata gry jest darmowa. Dodatkami tymi mogą być różne przedmioty czy umiejętności usprawniające rozgrywkę. Przykładem takiego usprawnienia jest przyspieszenie zdobywania doświadczenia lub ulepszenie jakiejś umiejętności na określony czas. Przykładami przedmiotów mogą tu być np. dodatkowe czołgi w grze World of Tanks czy też kostiumy oraz ulepszenia w League of Legends. W niektórych grach można kupić też przedmioty, które nie wpływają bezpośrednio na rozgrywkę – mają jedynie znaczenie kosmetyczne.

## Popularność
System ten jest stosowany m.in. w grach z gatunku MMORPG, multiplayer online battle arena oraz w grach przeglądarkowych.
W czerwcu 2012 roku prezes firmy Crytek, Cevat Yerli, zapowiedział, że studio zamierza odejść od płatnych tytułów i całkowicie skupić się na produkcjach typu F2P; w lutym 2013 roku potwierdził, że ma to nastąpić w ciągu kilku najbliższych lat, a przykładem tego może być Warface. W lipcu 2012 roku ówczesny dyrektor generalny Electronic Arts, John Riccitiello, stwierdził, że model free-to-play ma ogromny potencjał.
Wiele gier, które wcześniej miało model abonamentowy, po przejściu na model F2P zyskało o wiele większe zainteresowanie i przyniosło duże zyski, np. Age of Conan: Hyborian Adventures, Aion: The Tower of Eternity, DC Universe Online, Star Wars: The Old Republic, The Lord of the Rings Online.
Firma Distimo w swoim raporcie stwierdziła, że w styczniu 2014 roku mikropłatności w grach free-to-play wygenerowały 79% wszystkich dochodów w amerykańskich sklepach internetowych z aplikacjami na urządzenia mobilne. W styczniu 2013 roku było to 66%, a w styczniu 2012 – 46%.
W lutym 2014 roku Komisja Europejska opublikowała komunikat prasowy, w którym zapowiedziała, że zajmie się grami reklamowanymi jako free-to-play w celu ochrony konsumentów, a zwłaszcza dzieci, przed niespodziewanymi i niechcianymi kosztami związanymi z płatnościami wewnętrznymi w tego typu aplikacjach. W wyniku współpracy z Komisją Europejską we wrześniu 2014 roku Google Play zabroniło twórcom produkcji opartych na mikropłatnościach nazywania ich darmowymi, nakazując umieszczanie informacji „zakupy w aplikacji” pod przyciskiem instalatora. W listopadzie 2014 podobną politykę wprowadził App Store.
Według danych przedsiębiorstwa SuperData z 2019 roku zyski wygenerowane przez gry free-to-play stanowiły ok. 80% procent wszystkich dochodów z gier dostępnych w dystrybucji cyfrowej.

## Pay-to-win (P2W)
Niektóre gry free-to-play pozwalają graczom płacącym za dodatkowe przedmioty i funkcje zdobyć dużą przewagę nad graczami niewydającymi pieniędzy. Takie gry określa się mianem „pay-to-win”.